# Sirolo
Sirolo (Sciròlo in dialetto locale) è un comune italiano di 4 081 abitanti della provincia di Ancona nelle Marche.

## Geografia fisica
Sirolo si trova a 125 m s.l.m., a sud ed alle pendici del Monte Conero (rientrante in gran parte nel suo territorio) e si affaccia sul mare Adriatico. La quasi totalità del suo territorio fa parte del Parco regionale del Conero. Nel 2011 Sirolo è stata oggetto di un francobollo (ritraente la spiaggia denominata delle "Due Sorelle"), in tiratura limitata ed anche per i collezionisti in lamina di argento.

### Spiagge

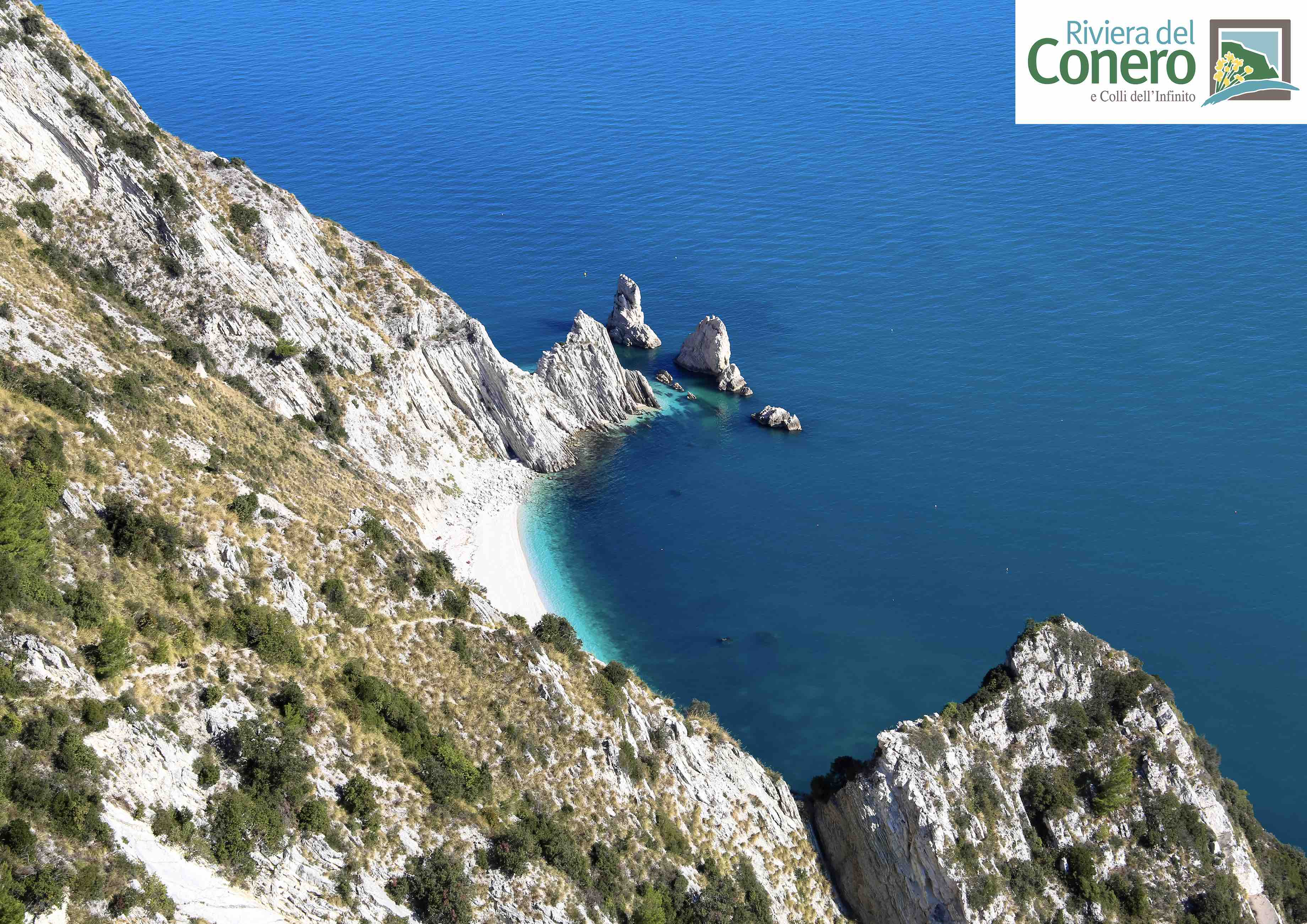
Spiaggia delle Due Sorelle

Le spiagge di Sirolo sono otto: Urbani, San Michele, la costa dei Sassi Neri, spiaggia delle Velare (spiaggia delle Due Sorelle), spiaggia dei Lavori, spiaggia dei Forni, spiaggia dei Gabbiani e la spiaggia dei Frati o del Bo':

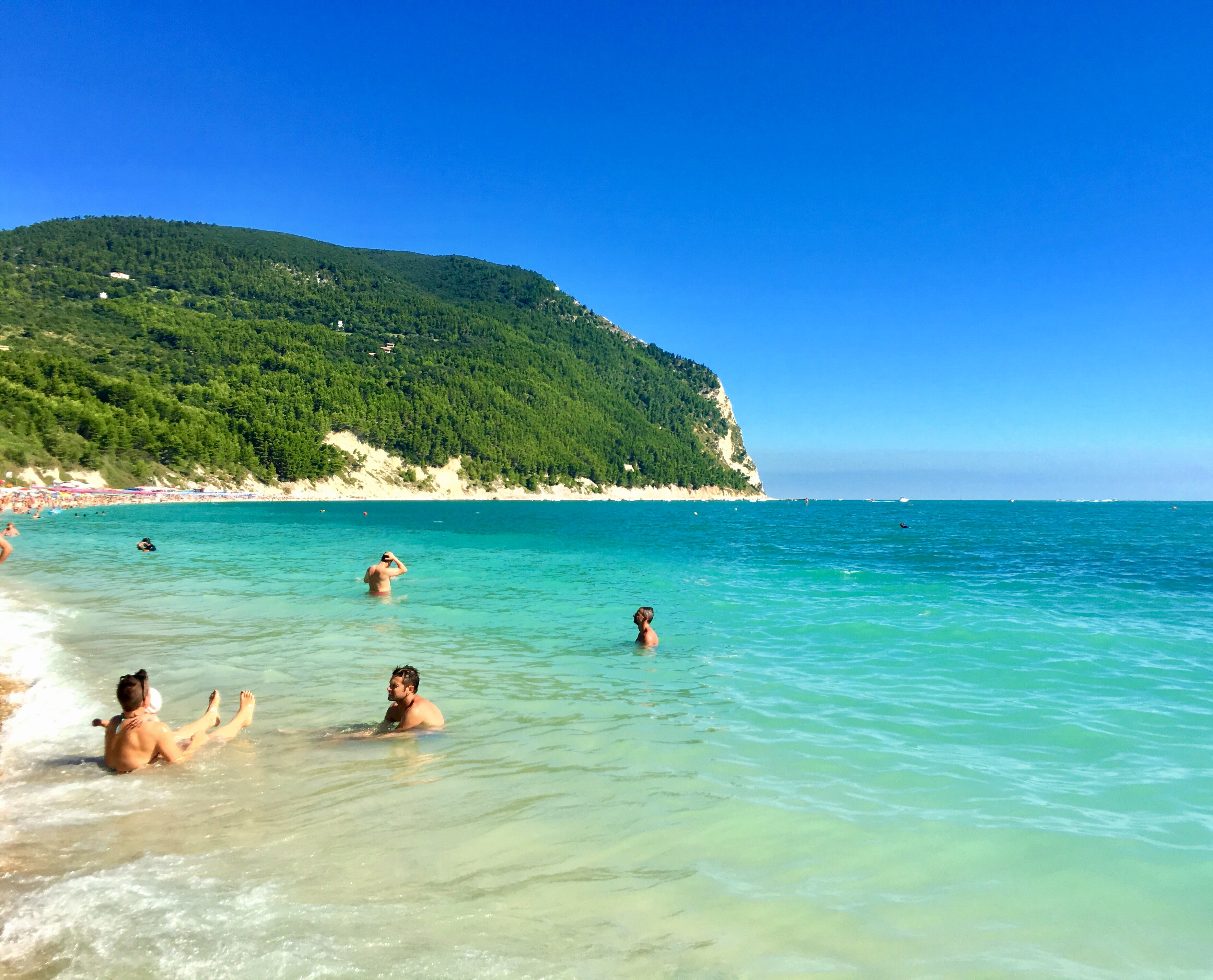
Monte Conero visto dalla spiaggia

- La prima è la spiaggia più comoda, costituita principalmente da rocce e ghiaino, incastonata nella falesia ai piedi della zona abitata di Sirolo. Dista circa 300 metri dal centro abitato ed è raggiungibile a piedi o con veicoli tramite una strada asfaltata che parte dalla piazza del teatro, con un servizio di navetta bus (solo nel periodo estivo) oppure a piedi tramite sentiero.
- San Michele è una lunga spiaggia di ciottoli ghiaiosi e rocce, che si insinua fin sotto il Conero a nord del centro abitato di Sirolo. Dista circa 500 metri dal centro abitato del paese e si può raggiungere a piedi tramite il sentiero che scende dal parco della Repubblica o tramite il sentiero sterrato (denominato via Saletto), riservato ai pedoni nella stagione estiva, che attraversa il bosco del Monte Conero fino alla spiaggia o con veicoli attraverso una strada asfaltata (denominata anch'essa via del Saletto, posta di fronte al predetto sentiero non asfaltato) con successive scalinate oppure utilizzando un servizio di bus navetta offerto dal comune nel periodo estivo quando la strada che conduce sulla falesia, rigogliosa di macchia mediterranea, sovrastante la spiaggia è interdetta al traffico veicolare, salvo che per i servizi pubblici.
- La spiaggia dei Sassi Neri è una continuazione della spiaggia San Michele; in realtà, più che una spiaggia è un insieme di scogli di roccia scura e placche rocciose lungo la riva. È caratterizzata da formazioni rocciose, piccoli anfratti e minuscole spiagge di sassolini. Dista circa 600 metri dal centro abitato ed è raggiungibile con le stesse modalità sopra indicate per raggiungere la spiaggia San Michele.

- La spiaggia delle Velare, ovvero spiaggia delle Due Sorelle, è chiusa verso nord da due faraglioni detti appunto "Le Due Sorelle". È costituita da ghiaia, sassolini bianchi e da speroni rocciosi che la incastonano nella falesia del Conero. È raggiungibile tramite il sentiero del "Passo del lupo" (con alto grado di difficoltà), attualmente interdetto, o via mare con traghetti, barche, gommoni o canoe. Alla spiaggia delle Due Sorelle è dedicato un francobollo turistico emesso nel 2011 dalle Poste Italiane[5]. La spiaggia dei Sassi Neri e quella delle Due Sorelle non sono dotate di servizi per mantenerle il più possibile allo stato naturale.
- La spiaggia dei Lavori si trova adiacente alla spiaggia delle due Sorelle lato nord ed è formata da ciottoli e massi levigati dal mare e dal vento; essa era una spiaggia di media misura durante il periodo della cava di pietra chiusa primi anni sessanta.
- La spiaggia dei Forni e la spiaggia dei Gabbiani sono delle piccole baie sabbiose.

- La spiaggia dei Frati, che prende il nome da una scogliera sommersa detta "secca" sita nelle vicinanze ed è denominata anche del Bo' (per uno scoglio antistante simile ad un bue), appartiene per metà circa al territorio del comune di Sirolo (tratto di spiaggia libero) e per l'altra metà a quello del comune di Numana (tratto di spiaggia con stabilimento balneare).

## Origini del nome
Il nome deriva dal condottiero Sirio, al seguito del generale Belisario, a cui intorno all'anno 540 Giustiniano I donò il territorio di Sirolo, dopo la sconfitta dei Goti che avevano invaso il Piceno.

## Storia

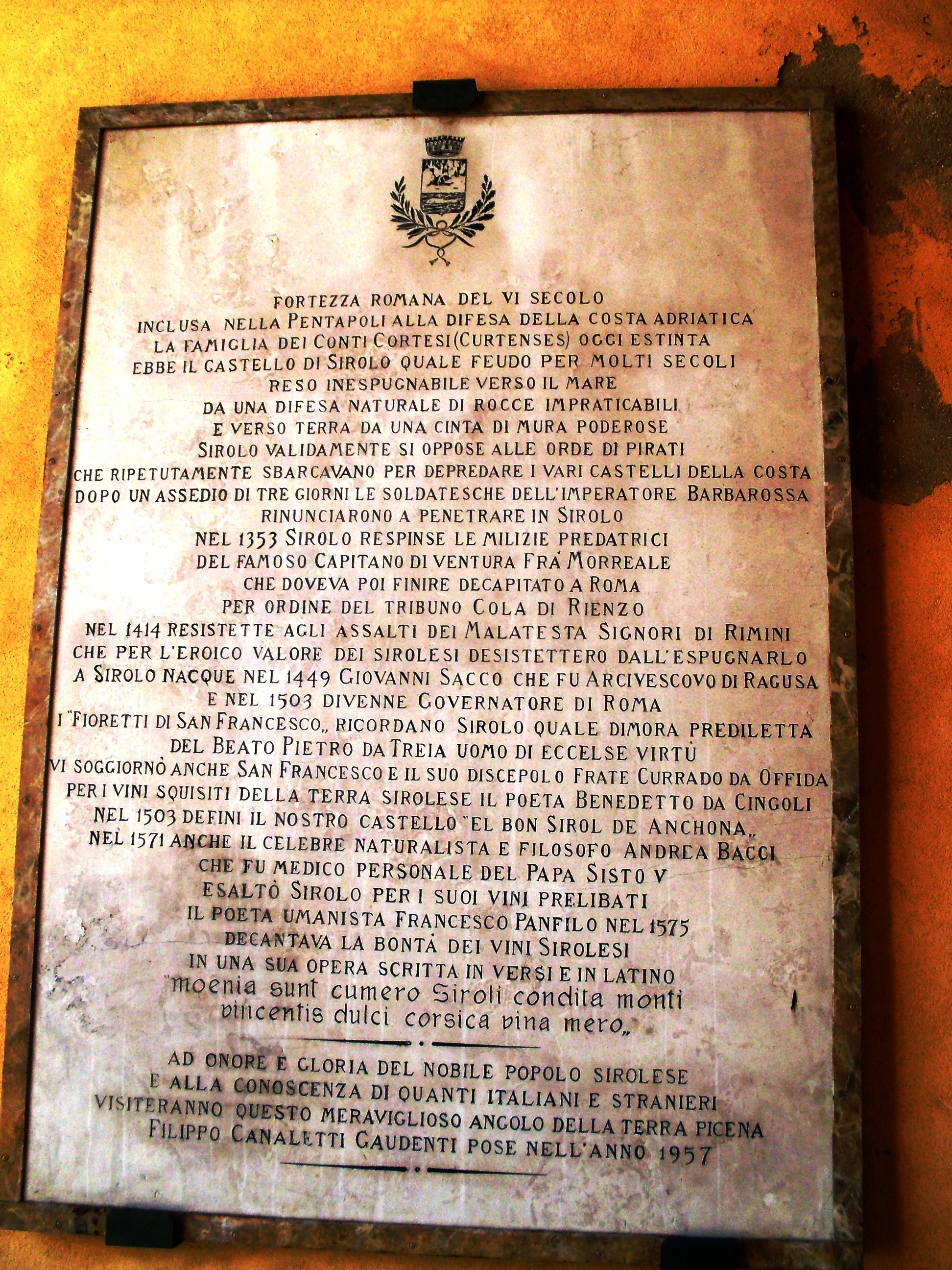
Sirolo arco targa

Sirolo registra una delle più remote presenze umane delle Marche. Sin dalla preistoria misteriosi abitatori lasciarono i segni della loro presenza databile a 100.000 anni fa. Nell'età neolitica altre comunità occuparono Sirolo e il Conero e ancora, scendendo più giù nel tempo, altre presenze, nell'età del bronzo, ed altri insediamenti, quelli piceni, animarono questa terra, seminandola di abitati e poi di necropoli, ancora oggi non tutte dissepolte. A Sirolo vi è un percorso archeologico nella più grande necropoli picena delle Marche (VI secolo a.C.) - l'unica visitabile nella regione – in cui sono stati rinvenuti straordinari e numerosissimi reperti che compongono le associazioni funerarie di una straordinaria sepoltura qual è la cosiddetta “Tomba della Regina”. I quasi duemila ritrovamenti della predetta tomba confermano l'esistenza di una comunità che aveva raggiunto una concezione elevata del ruolo femminile all'interno dell'antica società italica.
Chiara è anche l'impronta ellenica nei luoghi. I Greci che, a partire dal IV secolo a.C., risalivano le coste dell'Italia Meridionale, in questi luoghi trovarono terre ricche e feconde in cui fondare città. Qui fissarono la loro dimora e chiamarono il Conero Komaros, ribattezzato dai Romani Cumerium – corbezzolo - perché a ottobre il Monte Conero si colora di corbezzoli, piccoli, rotondi e colorati frutti diventati il simbolo della cordialità e del benvenuto all'ospite. Anche i Romani giunsero e si insediarono a Sirolo, ne apprezzarono le messi e il vino e lasciarono a loro testimonianza opere idrauliche come l'acquedotto e arredi artistici nelle ville del territorio. Durante il dominio romano faceva parte della cives Humanae.
Attorno all'anno mille, la necessità di difendersi dalle scorrerie dei barbari, favorì il sorgere del castello di Sirolo. Sirolo, inespugnata, resistette per tutto il medioevo come struttura fortificata, con le sue torri, le sue mura, la sua corte e il suo arco gotico del 1050, porta della città. Nel 1225 la famiglia dei conti Cortesi, signori del luogo, cedettero la città ad Ancona in cambio del titolo nobiliare. Per questo motivo Sirolo è considerata uno dei Castelli di Ancona. Sirolo ebbe una certa autonomia dal 1465 alla fine del XVII secolo, quando entrò a far parte dello Stato della Chiesa. Il centro storico, borgo di origine tardo medioevale, conserva un fascino antico legato alle sue origini di castello fortificato ed è costituito da un dedalo di vicoli caratteristici, percorribili solo a piedi, tra angoli e scorci di grande impatto. Dalla piazza panoramica nel centro del paese si ammirano le più belle spiagge della Riviera del Conero, gran parte della costa marchigiana e, nelle giornate più limpide, le isole Incoronate e la Croazia.
Vi sono importanti monumenti fra cui la Badia di San Pietro sul Conero (XI secolo), piccola chiesa di architettura romanica, che prospetta su una piccola piazzetta ed un portale barocco, la chiesa parrocchiale di San Nicola del 1765, costruita sui resti di una chiesa preesistente risalente al 1230, la chiesa del SS. Rosario del XVIII secolo a pochi passi dalla porta medioevale, la chiesetta dedicata alla Madonna (anno 1536) in località "La Madonnina" ed il teatro comunale Cortesi, minuscolo gioiello d'architettura di fine '800.

### Simboli
Lo stemma è stato riconosciuto con DPCM del 7 febbraio 1957 mentre il gonfalone è stato concesso con DPR del 5 giugno 1957.
Dallo Statuto comunale si ricavano le descrizioni dello stemma:
(Statuto comunale di Sirolo)
e del gonfalone del comune di Sirolo:
(Statuto comunale di Sirolo)
Il varolo, che nel dialetto anconitano designa un branzino, viene considerato un simbolo del paese. Questa specie di pesce, che può raggiungere anche i dieci chili di peso e il metro di lunghezza, è particolarmente diffuso tra gli anfratti e le scogliere del litorale del monte Conero.

## Monumenti e luoghi d'interesse

### Architetture religiose

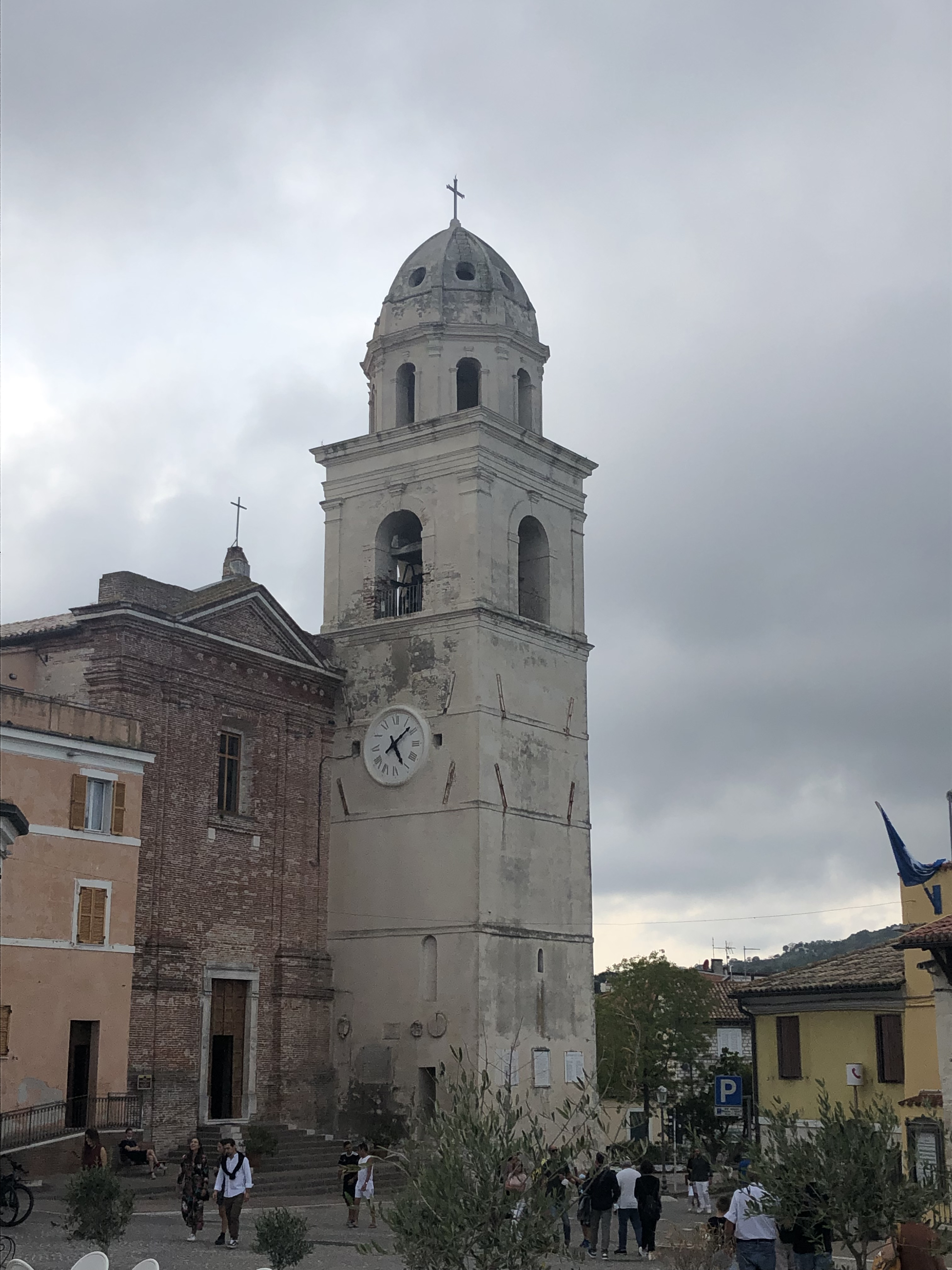
Chiesa San Nicolò di Bari

Chiesa di San Nicola di Bari
Dedicata a San Nicola di Bari (o San Nicolò), si trova all'imbocco di piazza Vittorio Veneto, poco dopo l'incrocio tra via Giulietti e via Grilli. Venne realizzata nel 1765 sui resti di un edificio religioso del 1230. La chiesa, voluta dal vescovo Arnolfo sotto il pontificato di papa Alessandro VII, è a croce latina ed in stile neoclassico. All'interno si conservano un crocifisso ligneo del Cinquecento, l'organo del 1723, la pala d'altare raffigurante San Nicola di Bari con la Vergine sul tetto della Santa Casa di Loreto e la copia della Madonna col Bambino di Rubens e di Carlo Maratta. L'edificio è affiancato dal campanile con una cupola a cuspide.
Chiesa del Rosario
La chiesa sorge nel centro storico del Paese, lungo via Italia, poco prima dell'Arco gotico. Si tratta di un edificio realizzato tra il 1603 ed il 1613, in stile barocco. Conserva il Bambinello del Perdono, protettore dei mezzadri e una Madonna della Misericordia attribuita a Pompeo Morganti. In un'urna dell'altare maggiore, si trovano, le spoglie del Beato Pietro da Treia, e il Cristo ligneo, portato ogni anni in processione.
Badia di San Pietro al Conero
Sorge in cima al Monte Conero, accanto all'ex convento dei Camaldolesi, oggi riconvertito in albergo. Costruita dai monaci benedettini, viene citata per la prima volta in un atto del 1037. I benedettini vi rimasero sino al Cinquecento, quando subentrarono Camaldolesi e i Gonzaghiani. I due ordini entrarono in conflitto, che terminò con la ritirata dei Gonzaghiani a seguito dell'incendio del tetto della chiesa. Quindi, i Camaldolesi restarono sul Conero sino all'Ottocento, quando vennero allontanati dallo Stato italiano. L'edificio è realizzato in pietra del Conero ed è in stile romanico. Si tratta di una struttura a tre navate, con una decorazione esterna semplice ed il campanile che si distacca dalla navata di destra.

### Architetture civili

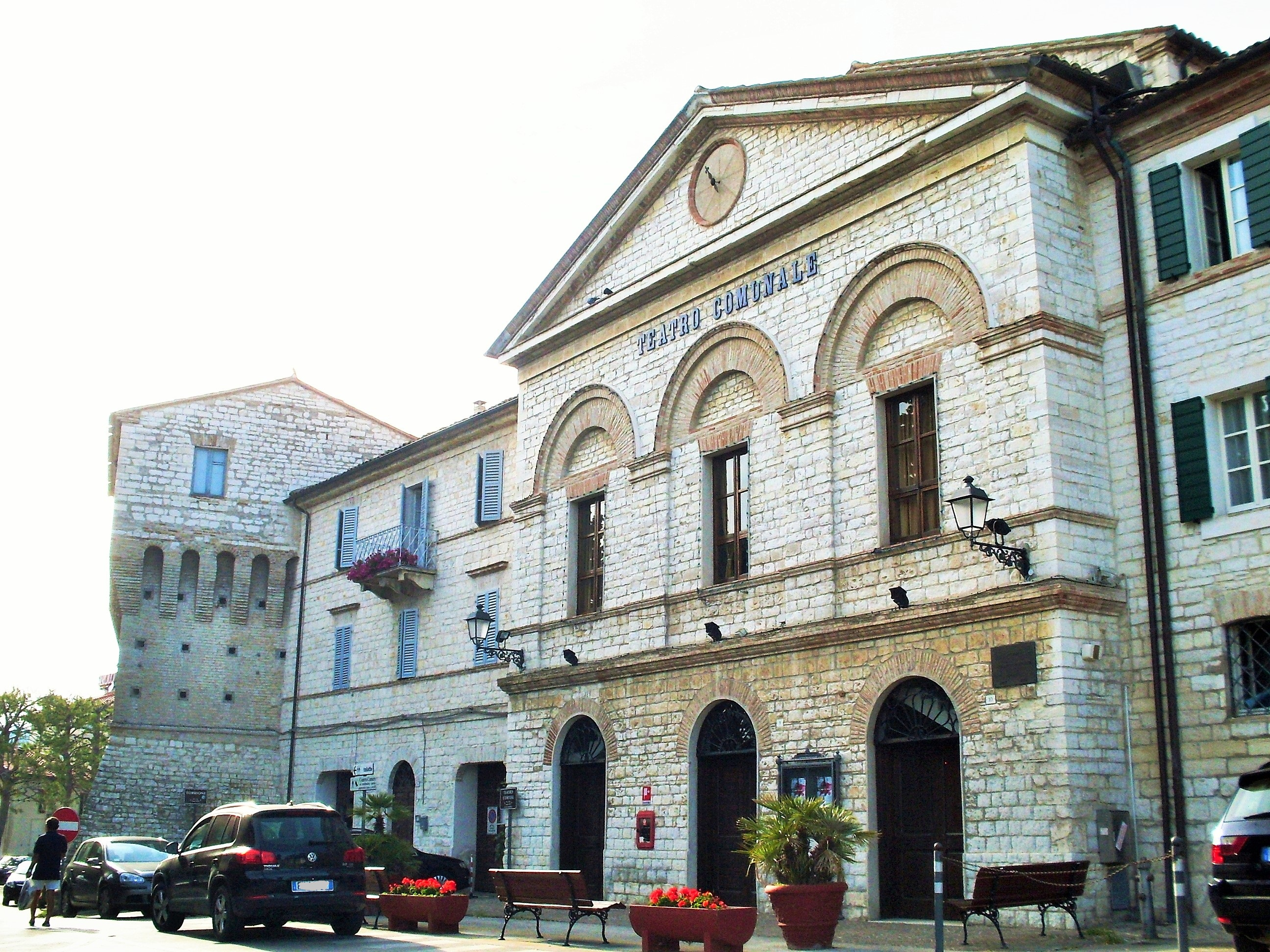
Teatro Cortesi di Sirolo

Villa Vetta Marina
Si trova a sud del centro storico, lungo via San Francesco, a 98 metri d'altezza, a picco sul mare. La villa sorge sui resti di un convento francescano, di cui unica testimonianza è la cappelletta prospiciente la strada. Secondo la tradizione, San Francesco d'Assisi vi soggiornò nel 1215 predicendo la venuta della Santa Casa dalla Palestina a Loreto, dove oggi è conservata all'interno dell'omonima Basilica. La leggenda vuole che, al suo passaggio, il Poverello di Assisi avesse piantato due olmi, tutt'oggi presenti nel parco. L'edificio è una costruzione rettangolare, costituita da grandi finestre e fregi di mattone rosso. A lato, si trova una torre con l'orologio.
Teatro Cortesi
Sorge nella parte meridionale del centro storico, inserito all'interno della cinta muraria cittadina. Dedicato ai Conti Cortesi, signori di Sirolo nel corso del medioevo, l'edificio venne realizzato in pietra del Conero nel 1873. All'interno, la sala degli spettacoli, a forma di ferro di cavallo, ospita 220 posti ed è sormontata da una galleria di colonne doriche.

### Architetture militari

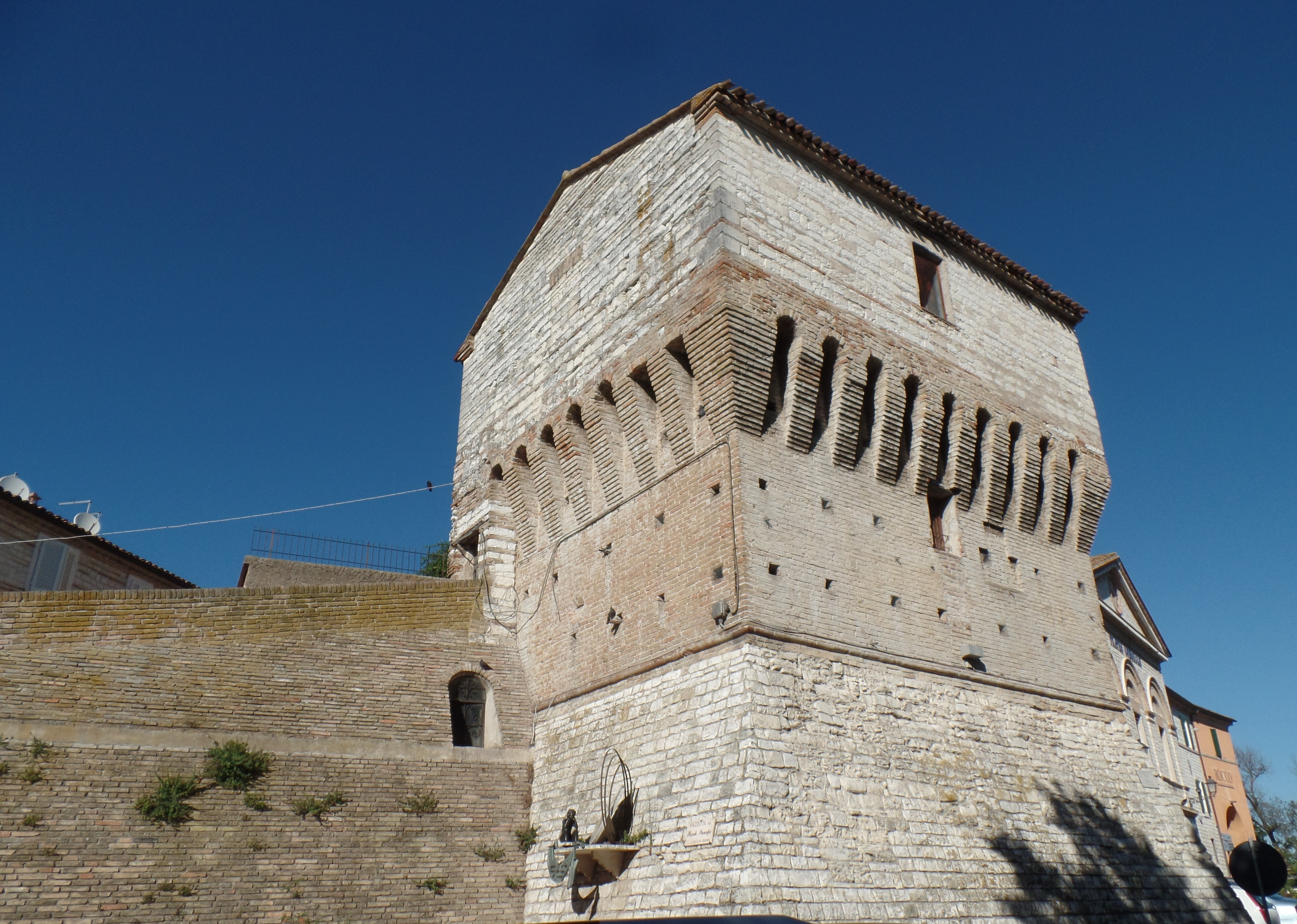
Sezione delle mura di Sirolo con il Torrione

Cinta muraria
Risalente al periodo tardo-medioevale, la cinta muraria di Sirolo lambisce ancora oggi il borgo nella parte meridionale, lungo via Grilli. Rappresenta la principale testimonianza dell'antico castello di Sirolo, eretto intorno all'anno 1000 a scopo difensivo contro le invasioni di barbari e pirati, poi entrato nel sistema difensivo dei Castelli di Ancona. Nei pressi del Teatro Cortesi, la cinta conserva un Torrione e due archi a sesto acuto che fanno da ingresso meridionale al paese. Anche i vicoli del borgo rappresentano una testimonianza dell'antico Castello. Sotto di essi, i sirolesi avevano costruito una rete sotterranea, in cui rifugiarsi in caso di capitolazione.

### Aree naturali
Parco regionale del Conero
Il comune di Sirolo, insieme a quelli di Ancona, Camerano e Numana, è ricompreso quasi per intero all'interno del Parco regionale del Conero, che è stato istituito nel 1987. Il Parco si estende per 6.011 ettari, a ridosso del promontorio del Monte Conero. Presenta un ecosistema particolarmente ricco dal punto faunistico. Qui nidificano la pojana, il falco pellegrino, il rondone alpino, il lodolaio ed il gheppio, mentre cervi, faine, puzzole e tassi frequentano regolarmente il Parco. A questi si aggiunge anche la farfalla del Corbezzolo. Nel 2010, la Lipu ha considerato il Monte Conero tra i siti più importanti d'Italia per il birdwatching. La flora, invece, è in prevalenza macchia mediterranea: tra i principali arbusti vi sono il corbezzolo (da cui il monte Conero prende il nome), il leccio, il pino di Aleppo, il tino, il lentisco. In ottemperanza alla legge regionale 52 del 30 dicembre 1976, sono state istituite nel comune di Sirolo tre aree floristiche protette: quella sul versante orientale del monte Conero; quella sul versante meridionale del Conero; quella della Baia delle Due Sorelle e della Spiaggia dei Gabbiani.

## Società

### Evoluzione demografica
Abitanti censiti

### Etnie e minoranze straniere
Secondo i dati ISTAT al 01 gennaio 2018 la popolazione straniera era di 205 persone. Le nazionalità maggiormente rappresentate erano:
1. Romania, 79
2. Moldavia, 38

### Lingue e dialetti
A Sirolo, come a Numana e Camerano, è parlato il  dialetto anconetano, con piccolissime differenze, ma fino agli anni '70 del 1900 l'idioma originario era di tipo gallo-italico, con le vocali finali che cadevano tranne la -a.

## Cultura

### Eventi

#### Il palio di San Nicola di Bari
Il Palio è istituito in onore a San Nicola di Bari, patrono di Sirolo. Si celebra il 9 maggio, festa del Patrono, o il sabato o domenica immediatamente successivi. È costituito da due disfide:
Disfida delle contrade
La disfida tra contrade prende spunto:
1. dalla vita del santo con particolare a uno dei suoi miracoli: si narra che un cittadino di Patara aveva perduto ogni suo avere, e le sue tre figlie, prive di dote, non potevano trovare marito, per cui erano destinate alla prostituzione. Avendo udito ciò, Nicola prese una borsa d'oro e la gettò nottetempo attraverso la finestra della casa dell'uomo; con tale somma la figlia maggiore poté sposarsi. Il santo si comportò poi ugualmente con le altre due figlie salvandole dal loro destino. Proprio in relazione a questo “miracolo” San Nicola viene spesso rappresentato con tre monete (o globi) d'oro in mano.
2. dall'esistenza nell'antico castello di Sirolo della cisterna di San Nicola che gli Statuti obbligavano a tenere piena: “Che nisuno habitante del castello possi andare a cavare acqua alla cisterna di S. Nicolò”. Traduzione: Che nessun abitante del castello (centro di Sirolo) possa andare a prendere l'acqua dalla cisterna di S. Nicola.

Disfida della canaja (dai 11 ai 13 anni)
La disfida prende spunto dalla leggenda dei “Tre bambini e dell'Oste”: secondo una versione, il fatto sarebbe accaduto mentre Nicola si recava al concilio di Nicea. Fermatosi ad un'osteria, gli fu presentata una pietanza a base di pesce, almeno a quanto diceva l'oste. Nicola, divinamente ispirato, si accorse che si trattava invece di carne umana. Chiamato l'oste, espresse il desiderio di vedere come era conservato quel “pesce”. L'oste lo accompagnò presso due botticelle piene della carne salata di tre bambini da lui uccisi. Nicola si fermò in preghiera ed ecco che le carni si ricomposero e i bambini saltarono allegramente fuori dalle botti. La preghiera di Nicola spinse l'oste alla conversione, anche se in un primo momento questi aveva cercato di nascondere il suo misfatto.
Le contrade di Sirolo sono:
- Contrada del castello
- Contrada Sant'Erasmo
- Contrada La Fonte
- Contrada Le Vigne
- Contrada San Francesco
- Contrada della Cupetta
- Contrada del Coppo e Ancarano
- Contrada dei Mulini
- Contrada San Lorenzo e Madonnina
- Contrada Fonte d'Olio e Sasso

### Cinema e televisione
- Fragili, regia di Raffaele Mertes (2024)[29]

## Geografia antropica

### Frazioni
Il comune di Sirolo è costituito anche da tre frazioni:
- Coppo, situata sulla strada provinciale 2 Sirolo-Senigallia, a 3 km ad ovest da Sirolo. È sede del golf club del Monte Conero, così come di un asilo e di una chiesa parrocchiale. La frazione, sorta attorno a un'antica osteria[30], è situata su un poggio da cui si gode di un ampio panorama.
- Fonte d'Olio, nucleo di case sparse sulla carrozzabile del monte, diretta ad Ancona[30]. Da questa località si diramano diversi sentieri, così come la strada diretta all'ex convento dei camaldolesi, sulla cima del monte[31].
- San Lorenzo, tra la collina di Monte Colombo e le pendici del monte Conero, a 1 km dal borgo medievale di Sirolo. Il centro si è sviluppato attorno all'antica osteria e alla stazione di posta, abitata dalle "lavandare" di Capo d'Acqua[30].

## Economia

### Turismo
Sirolo ha ricevuto menzioni e riconoscimenti per la qualità ambientale delle sue spiagge e della sua costa. La Guida Blu, stilata da Legambiente e Touring Club Italiano a partire dal 1999, ha più volte citato la cittadina. Nel 1999, 2000, 2001 e 2002 ha ricevuto il punteggio massimo, corrispondente a 5 Vele. Nel 2003, 2004, 2005, 2006, 2007, 2008, 2009, 2010, 2011, 2012, 2013, 2014, 2015, 2016, 2017, 2018 e 2019 ha, invece, ricevuto 4 Vele.
Nello stesso ambito, la FEE le attribuisce ininterrottamente dal 1994 la Bandiera Blu d'Europa. Inoltre, negli anni 2016, 2017, 2018, e 2019 a Sirolo è stata concessa la Bandiera Verde quale località a misura di bambino e di ragazzi under 18.
La Spiaggia delle Due Sorelle, in particolare, è stata oggetto di premi e riconoscimenti. Dopo un sondaggio nazionale via web, nell'agosto 2013 a Rispescia (Grosseto) Legambiente le ha attribuito il premio La più bella sei tu quale una delle dieci spiagge più belle d'Italia. Il quotidiano inglese Daily Telegraph, invece, nel 2018 ha posto la spiaggia al terzo posto nella classifica delle spiagge più belle d'Italia. Sempre nel 2018, DailyBest menziona la spiaggia delle Due Sorelle ed il litorale di Sirolo tra le dieci spiagge libere più belle d'Italia.
Nel 2015, a Sirolo è stato rilasciato l'attestato "Top Rated" di destinazione più votata dai turisti nella categoria "Sole e Mare" dalla community di PaesiOnline, mentre il The Guardian ha menzionato, nel 2017, il paese tra le mete da non perdere.

## Infrastrutture e trasporti

### Strade
Il comune è servito da due strade provinciali:
- Strada provinciale 1 del Cònero, Numana - Sirolo - Ancona
- Strada provinciale 2 Sirolo - Senigallia, Sirolo - Senigallia

### Mobilità urbana
Una linea extraurbana che partendo da Ancona piazza Cavour e con fermate alla stazione centrale di Ancona e Ancona Varano, raggiunge la riviera del Conero passando per Camerano, Sirolo, Numana e Marcelli e viceversa.

## Amministrazione
| Periodo         | Periodo         | Primo cittadino   | Partito                           | Carica  | Note          |
| --------------- | --------------- | ----------------- | --------------------------------- | ------- | ------------- |
| 12 maggio 1985  | 1 febbraio 1993 | Lucio Forastieri  | Partito Socialista Italiano       | Sindaco | [ 62 ]        |
| 2 febbraio 1993 | 22 aprile 1995  | Luigi Leonarduzzi | Democrazia Cristiana              | Sindaco | [ 63 ]        |
| 23 aprile 1995  | 12 giugno 1999  | Leonardo Orazi    | Lista civica di centro-sinistra   | Sindaco | [ 64 ]        |
| 13 giugno 1999  | 7 giugno 2009   | Giuseppe Misiti   | Lista civica                      | Sindaco | [ 65 ] [ 66 ] |
| 8 giugno 2009   | 26 maggio 2019  | Moreno Misiti     | Lista civica Sirolo nel cuore     | Sindaco | [ 67 ]        |
| 27 maggio 2019  | in carica       | Filippo Moschella | Lista civica Impegnati per Sirolo | Sindaco | [ 69 ]        |

## Sport
La squadra di Calcio è la Nuova Sirolese, che disputa il campionato di Seconda Categoria.